# حديقة النباتات بتونس
حديقة النباتات بتونس  (بالفرنسية: Jardin botanique de Tunis)‏ هو موقع طبيعي يقع في تونس العاصمة (تونس)، ويغطي مساحة ثمانية هكتارات. تم تصنيفه كمحمية طبيعية في 1996.

## التاريخ والموقع الجغرافي
أنشئت لأول مرة في 1919، وتم زراعتها بين 1923 و1930. تقع الحديقة داخل حدود معهدين بحثيين وهما المعهد الوطني للبحوث الزراعية بتونس والمعهد الوطني للبحوث في الهندسة الريفية والمياه والغابات اللذين يرجعان بالنظر لوزارة الفلاحة التونسية.

الدخول للحديقة يتم عبر نهج الهادي كراي، المجاور للخط 2 للمترو الخفيف لمدينة تونس.

## مقالات ذات صلة
- المحميات الطبيعية في تونس